# Ochmacanthus batrachostomus
Ochmacanthus batrachostomus är en fiskart som först beskrevs av Miranda Ribeiro 1912.  Ochmacanthus batrachostomus ingår i släktet Ochmacanthus och familjen Trichomycteridae. Inga underarter finns listade i Catalogue of Life.